# 외출하는 아기 상어
《외출하는 아기 상어》(일본어: おでかけ子ザメ 오데카케코사메[*])는 펭귄 박스가 지은 일본의 만화다.
원래는 2021년 6월 23일에 작가가 트위터에 공개한 3페이지짜리 풀컬러 만화 작품으로, 인간과 동물이 공존하는 '야우오초'를 무대로 주인공 아기상어와 주민들의 일상을 그린다.
2021년 10월 20일에 발매한 《청기사》(KADOKAWA/엔터브레인) Nr.4에서 트위터 공개판에 가필·수정하는 형태로 상업 연재를 개시했다. 단행본은 엔터브레인 브랜드 청기사 코믹스가 아닌 《청기사》 편집에 참여하고 있는 츄케이 출판의 브랜드 KITORA 레이블에서 풀컬러로 간행된다.
2023년 8월 1일부터 2024년 5월 10일까지 Web 애니메이션이 공개되었다.

## 등장인물
아기 상어
성우 - 하나자와 카나
육지로 올라가 인간과 동물이 공존하는 '야우오초'의 다양한 장소로 "외출"하는 것을 좋아하는 상어아이. 소중한 보물을 수납한 보따리를 항상 메고 있다. 먹는 것을 매우 좋아하고, 특히 파인애플을 좋아한다.
아오이 짱
야우오 초등학교 4학년 여자아이. 도서관에서 웨일의 도감을 보던 아기 상어를 알게 되어 친해진다.
와타루 군
야우오초에 사는 남자아이. 더운 날 아기 상어에게 아이스크림을 나눠준 것으로 친해진다. 공룡 등의 그림 그리는 것을 좋아한다.
코사쿠 군
야우오초에 사는 안경을 쓴 남자아이. 아기 상어와 공원에서 아침 체조나 밤 불꽃놀이를 하며 친해진다. 공작을 매우 좋아해서 다양한 발명품을 만들고 있다.
개구리 짱
성우 - 쿠리사카 미나미
초록색 작은 개구리. 배수구에 떨어질 뻔한 것을 아기상어의 도움을 받아 친해진다. 비오는 날을 좋아한다. 자주 아기 상어 등을 타고 이동한다.
도마뱀 짱
파란 작은 도마뱀. 개구리와는 형제처럼 사이가 좋아서 곧 아기상어와도 친해졌다. 나무타기를 잘한다. 겨울동안은 개구리와 함께 겨울잠을 잔다.

## 애니메이션
2023년 8월 1일부터 유튜브 공식 채널을 통해 매주 화요일에 공개된다. TOKYO MX, BS닛폰 등에서도 CM 시간에 본편 제1화가 방영된다.

### 스태프
- 원작 - 펭귄 박스(ペンギンボックス)[2]
- 감독 - 마키 마리나(槙麻里奈)[2]
- 시리즈 구성·각본 - 나가시마 히로아키(長嶋宏明)[2]
- 캐릭터 디자인 - 요시 야스사토(吉井安里咲)[2]
- 색채 설계 - 니시 에이코(西詠仔)[2]
- 촬영 감독 - 사사키 아케미(佐々木明美)[2]
- 음향 감독 - 코이즈미 키스케(小泉紀介)[2]
- 음향 효과 - 무토 아키코(武藤晶子)[2]
- 음향 제작 - dugout[2]
- 음악 - 후지사와 요시아키(藤澤慶昌)[2]
- 음악 제작·제작 - KADOKAWA[2]
- 음악 프로듀서 - 와카바야시 고(若林豪)
- 프로듀서 - 타나카 쇼(田中翔)
- 애니메이션 프로듀서 - 안도 케이이치(安藤圭一)
- 애니메이션 제작 - ENGI[2]

### 주제가
돌아서 가는 길(よりみち)
아기상어(하나자와 카나)의 작사·가창에 의한 주제가. 작곡·편곡은 baker.